# ريمي ألين
ريمي ألين (بالإنجليزية: Remi Allen)‏ لابة كرة قدم إنجليزية (مواليد 15 أكتوبر 1990)، تلعب في مركز خط الوسط وهي تلعب لصالح نادي بريمينغام سيتي الإنجليزي في دوري السوبر الإنجليزي للنساء.